# Episodi di Til Death - Per tutta la vita (seconda stagione)
La seconda stagione della sit-com Til Death - Per tutta la vita è andata in onda negli USA dal 19 settembre 2007 al 14 maggio 2008 sulla rete televisiva FOX.
Gli episodi prodotti per questa stagione sono solo 19 al posto dei 22 ordinati, a causa dello sciopero degli sceneggiatori avvenuto tra la fine del 2007 e l'inizio del 2008.
In Italia la seconda stagione (solo i 15 episodi trasmessi negli USA) è stata trasmessa in prima visione assoluta dal 27 agosto al 15 ottobre 2008, con dei doppi episodi ogni settimana sul canale satellitare Fox.
In chiaro è andata in onda dal 13 marzo al 31 luglio 2010 ogni sabato alle 13.40 su Italia 1 tranne per lasciare spazio alle prove o gare del Motomondiale; venerdì 9 luglio 2010 due episodi inediti in occasione dello sciopero della stampa con la "Legge bavaglio".
Eddie Kaye Thomas e Kat Foster escono di scena al termine della stagione; hanno interpretato per due anni il ruolo rispettivamente di Jeff e Steph Woodcock.
J. B. Smoove appare in alcuni episodi nel ruolo di Kenny Westchester; sarà tra i protagonisti della terza stagione.
Krysten Ritter riprende in un episodio il ruolo di Allison Stark.
| nº | Titolo originale              | Titolo italiano                       | Prima TV USA      | Prima TV Italia   |
| -- | ----------------------------- | ------------------------------------- | ----------------- | ----------------- |
| 1  | Performance Anxiety           | Ansia da prestazione                  | 19 settembre 2007 | 27 agosto 2008    |
| 2  | Four Neighbours and a Funeral | Quattro vicini e un funerale          | 26 settembre 2007 | 27 agosto 2008    |
| 3  | Come Out and Play             | Salta... e fai canestro               | 3 ottobre 2007    | 3 settembre 2008  |
| 4  | Tale of the Tape              | Solo per adulti                       | 10 ottobre 2007   | 3 settembre 2008  |
| 5  | Mixed Doubles                 | Doppio misto                          | 17 ottobre 2007   | 10 settembre 2008 |
| 6  | Vintage Eddie                 | In vino veritas                       | 7 novembre 2007   | 10 settembre 2008 |
| 7  | Bedtime Stories               | Il gioco della verità                 | 14 novembre 2007  | 17 settembre 2008 |
| 8  | No More Mr. Vice Guy          | La legge del più forte                | 28 novembre 2007  | 17 settembre 2008 |
| 9  | Everybody Digs Doug           | L'incredibile Doug                    | 28 novembre 2007  | 24 settembre 2008 |
| 10 | Really Big Brother            | Chi trova un amico... trova un tesoro | 25 marzo 2008     | 24 settembre 2008 |
| 11 | Raisinette in the Sun         | Amici per la pelle                    | 16 aprile 2008    | 1º ottobre 2008   |
| 12 | Snip/Duck                     | Un taglio col passato                 | 23 aprile 2008    | 1º ottobre 2008   |
| 13 | Sob Story                     | L'uomo che non piange mai             | 30 aprile 2008    | 8 ottobre 2008    |
| 14 | Second Marriage Guy           | Libera uscita                         | 7 maggio 2008     | 8 ottobre 2008    |
| 15 | Swimming With the Starks      | L'anniversario                        | 14 maggio 2008    | 15 ottobre 2008   |

## Ansia da prestazione
- Titolo originale: Performance Anxiety

### Trama
Eddie dice a Joy che deve iniziare a dosare le sue performance canore in pubblico e, soprattutto, esibire scollature più morigerate. Joy gli risponde secca dicendogli che le sue caricature delle celebrità sono terribili.

## Quattro vicini e un funerale
- Titolo originale: Four Neighbours and a Funeral

### Trama
Quando Eddie e Joy non vengono invitati al funerale di un anziano vicino, si sentono tagliati fuori dalla comunità. In seguito, quando Joy riceve l'invito di cantare al funerale, Eddie reclama un ruolo anche per sé.

## Salta…e fai canestro
- Titolo originale: Come Out and Play

### Trama
Eddie finge un malore per esimersi dal dover giocare a basket, perché non vuole che la moglie scopra che è un pessimo giocatore di pallacanestro.

## Solo per adulti
- Titolo originale: Tale of the Tape

### Trama
Eddie acconsente a “recensire” un DVD porno che Jeff ha noleggiato su consiglio della moglie, che vorrebbe mettere un po' di pepe nel loro rapporto. Il problema è cosa pensa Joy quando scopre Eddie mentre guarda il DVD, con malcelato interesse.

## Doppio misto
- Titolo originale: Mixed Doubles

### Trama
Steph introduce Eddie alla pratica dello yoga, mentre Jeff coinvolge Joy nella sua passione per il tennis. Entrambe le coppie trascorrono sempre più tempo coi loro amici e sempre meno coi rispettivi partner. Questo finché non emerge lo spirito competitivo di Jeff e il suo non saper accettare le sconfitte: così, Joy, abbandona il campo.

## In vino veritas
- Titolo originale: Vintage Eddie

### Trama
Eddie dà a Jeff una bottiglia di vino custodita nell'armadietto dei liquori di Joy, come regalo dell'ultimo minuto, non potendo certo sospettare che la bottiglia è di particolare pregio e vale un centinaio di dollari.

## Il gioco della verità
- Titolo originale: Bedtime Stories

### Trama
Eddie non si mostra preoccupato quando la lampada da lettura di Joy non funziona, anche perché la sua funziona perfettamente. Nel frattempo, Jeff si sente frustrato quando scopre che i suoi amici non vengono costretti dalle loro mogli ad andare a letto alla stessa ora, come succede a lui.

## La legge del più forte
- Titolo originale: No More Mr. Vice Guy

### Trama
Jeff viene temporaneamente nominato preside, e una delle sue prime decisioni è quella di sospendere Eddie, dal momento che gli ha mancato di rispetto.

## L'incredibile Doug
- Titolo originale: Everybody Digs Doug

### Trama
Jeff incarica Doug, il ragazzo perditempo della figlia di Eddie e Joy, di sostituirlo come insegnante di Eddie, nel lasso di tempo in cui egli sarà assente. Dal canto suo, Joy si rifiuta di spalleggiare Eddie quando l'uomo dice ad Allison e Doug che non possono dormire insieme sotto lo stesso tetto.

## Chi trova un amico... trova un tesoro
- Titolo originale: Really Big Brother

### Trama
Pur di fuggire ai lavori di casa, Eddie accetta di partecipare alla trasmissione televisiva “Big Brother”, ma le cose non vanno proprio secondo i piani.

## Amici per la pelle
- Titolo originale: Raisinette in the Sun

### Trama
Al cinema, Kenny viene aggredito verbalmente da un razzista e reagisce con violenza, così Eddie si vede costretto a soccorrerlo. Successivamente, Eddie, convinto che la reazione di Kenny all'offesa subita sia stata esagerata, cerca il modo di dimostrarlo all'amico, senza urtarne la sensibilità.

## Un taglio col passato
- Titolo originale: Snip/Duck

### Trama
Dopo che Joy ed Eddie prendono l'ennesimo spavento, perché pensano di aspettare un altro figlio, nonostante il timore si riveli infondato, Joy convince Eddie a sottoporsi ad una vasectomia. Quando inizia a pensare alla procedura che l'intervento comporta, Eddie si sente sempre più nervoso e, per rassicurarsi, si consulta con Kenny. Poi, però, finge di desiderare altri figli, pur di evitare la “gita” dal dottor Parker.

## L'uomo che non piange mai
- Titolo originale: Sob Story

### Trama
Dal momento che Joy accusa Eddie di non esternare mai i propri sentimenti, i due decidono di frequentare un seminario per le coppie per rafforzare la loro unione da una parte, e aiutare Eddie a dar sfogo alle proprie emozioni dall'altra. Durante il seminario, però, l'insegnante, la dottoressa Friedman, sottopone Eddie e Joy ad una terapia new age lasciando entrambi con l'amaro in bocca.

## Libera uscita
- Titolo originale: Second Marriage Guy

### Trama
Eddie e Jeff scoprono che la seconda moglie di Karl è una donna fantastica ed estremamente affascinante; così iniziano a fantasticare pensando a come poteva essere la loro vita se si fossero risposati.

## L'anniversario
- Titolo originale: Swimming With the Starks

### Trama
Per l'anniversario di matrimonio, Joy sorprende Eddie regalandogli un orologio che ha sempre desiderato. A quel punto, Eddie decide di prendere lezioni di nuoto per poter portare Joy a fare snorkeling alla Hawaii.